# Prijepolje
Prijepolje (Servisch: Пријепоље) is een gemeente in het Servische district Zlatibor.
Prijepolje telt 41.188 inwoners (2002). De oppervlakte bedraagt 827 km², de bevolkingsdichtheid is 49,8 inwoners per km².
Ruim een derde (34,5%) van de bevolking behoort tot de Bosnische minderheid in Servië.

## Plaatsen in de gemeente
De gemeente Prijepolje bestaat uit 96 plaatsen:
| - Aljinovići - Balići - Bare - Biskupići - Bjelahova - Brajkovac - Brvine - Brodarevo - Bukovik - Vinicka - Vrbovo - Gojakovići - Gornje Babine - Gornje Goračiće | - Gornji Stranjani - Gostun - Gračanica - Grobnice - Divci - Donje Babine - Donji Stranjani - Drenova - Dušmanići - Đurašići - Zabrdnji Toci - Zavinograđe - Zalug - Zastup | - Zvijezd - Ivanje - Ivezići - Izbičanj - Jabuka - Junčevići - Kamena Gora - Karaula - Karoševina - Kaćevo - Kašice - Kovačevac - Koprivna - Kosatica | - Koševine - Kruševo - Kučin - Lučice - Mataruge - Međani - Mijani - Mijoska - Milakovići - Mileševo - Milošev Do - Miljevići - Mrčkovina - Muškovina | - Oraovac - Orašac - Osoje - Oštra Stijena - Potkrš - Potok - Pravoševo - Pranjci - Prijepolje - Rasno - Ratajska - Sedobro - Seljane - Seljašnica | - Skokuće - Slatina - Sopotnica - Taševo - Hisardžik - Hrta - Crkveni Toci - Čadinje - Čauševići - Džurovo |

## Geboren
- Vlade Divac (3 februari 1968), basketballer
- Ivica Dragutinović (13 november 1975), voetballer